# Чудовка (Воронежская область)
Чудовка — село в  Семилукском районе Воронежской области.
Входит в состав Губарёвского сельского поселения.

## География
Село расположено при береговом овраге реки Озерки, на ее правом берегу. 

### Улицы
- ул. Весенняя
- ул. Зеленая
- ул. Озерная
- ул. Ольховая
- ул. Прибрежная
- ул. Прохладная
- ул. Тихая
- ул. Южная
- пер. Утренний

## Население
| 2010 |
| ---- |
| 32   |